# Nature (film)
Pour les articles homonymes, voir Nature (homonymie).
Pour plus de détails, voir Fiche technique et Distribution.
Nature (Enchanted Kingdom 3D) est un film documentaire britannique animalier sur l'Afrique, l'eau, la terre, la nature et les animaux, sorti en France en décembre 2014.

## Fiche technique
- Titre : Nature
- Titre original : Enchanted Kingdom 3D
- Réalisation : Patrick Morris et Neil Nightingale
- Musique : Patrick Doyle
- distribution : Metropolitan FilmExport
- Budget : 18 000 000 $
- Pays : Angleterre
- Format : couleur HD
- Genre : documentaire
- Durée : 87 minutes
- Sortie :  24 décembre 2014 en France

## Distribution
- Idris Elba
- Hayley Joanne Bacon
- India Dale-Hill
- Lambert Wilson : VF

## Note
Lieux de tournage :
Delta de l'Okavango (Botswana)
- Dallol, dépression du Danakil (Éthiopie)
- Parc national du Simien (Éthiopie)
- Charm el-Cheikh, Mer Rouge (Égypte)
- Parc national des Monts de Cristal (Gabon)
- Réserve nationale du lac Bogoria (Kenya)
- Réserve nationale du Masai Mara (Kenya)
- Parc national du mont Kenya (Kenya)
- Vallée de Suguta (Kenya)
- Parc national de Namib-Naukluft (Namibie)
- Parc national des volcans (Rwanda)
- Namaqualand (Afrique du Sud)
- Parc national du Serengeti (Tanzanie)
- Forêt impénétrable de Bwindi (Ouganda)
- Parc national Murchison Falls (Ouganda)
- Parc national de Kafue (Zambie)
- Parc national Hwange (Zimbabwe)
- Chutes Victoria (Zimbabwe)

### Contexte
Le film a nécessité 573 jours de tournage par des températures allant de −10 °C (sommet du Mont Kenya) à 50 °C (Hwange au Zimbabwe).
Les 2,4 tonnes d'équipements ont provoqué un excès de bagage dans un des aéroports des territoires africains. Les autorités ont dû fermer l'aéroport afin de le désengorger du matériel de l'équipe technique.
La scène des flamants roses nains compte plus d'un million d'individus. Le film montre les derniers gorilles des montagnes recensés dans le monde.
Le film a été tourné en 3D native pour un budget de 18 000 000 $.